# 丙型冠状病毒属
丙型冠狀病毒屬（學名：Gammacoronavirus、γ-CoV）是冠狀病毒亞科的四個屬之一，為具有包膜的正鏈RNA病毒。有別於甲型冠狀病毒屬與乙型冠狀病毒屬僅感染哺乳動物，本屬與丁型冠狀病毒屬主要感染鳥類。雞的鳥傳染性支氣管炎即是由本屬病毒禽類傳染性支氣管炎病毒（IBV）感染造成，此病毒於1930年代即被發現，是最早被發現的冠狀病毒，其感染會影響雞肉與雞蛋的生產，對養雞業造成相當的經濟損失 。
2008年，本屬有一感染白鯨的病毒被發表，名為白鯨冠狀病毒SW1（Beluga whale coronavirus SW1）。2014年，又有一感染印太洋瓶鼻海豚的本屬病毒被發表，名為瓶鼻海豚冠狀病毒HU22（Bottlenose dolphin CoV HKU22），與白鯨冠狀病毒SW1被歸為同種，名為鯨豚冠狀病毒。
2019年，本屬依照特徵種Goose coronavirus CB17，劃分了新的亞屬Brangacovirus。